# قنطرة شنيل
بلدية قنطرة شنيل (بالإسبانية: Puente Genil)‏، هي إحدى بلديات مقاطعة قرطبة إحدى مقاطعات إسبانيا، و التي تقع في منطقة الأندلس جنوب إسبانيا.
يبلغ عدد سكانها 29.093 نسمة وفقاً لإحصائية سنة (2007).

## معرض صور

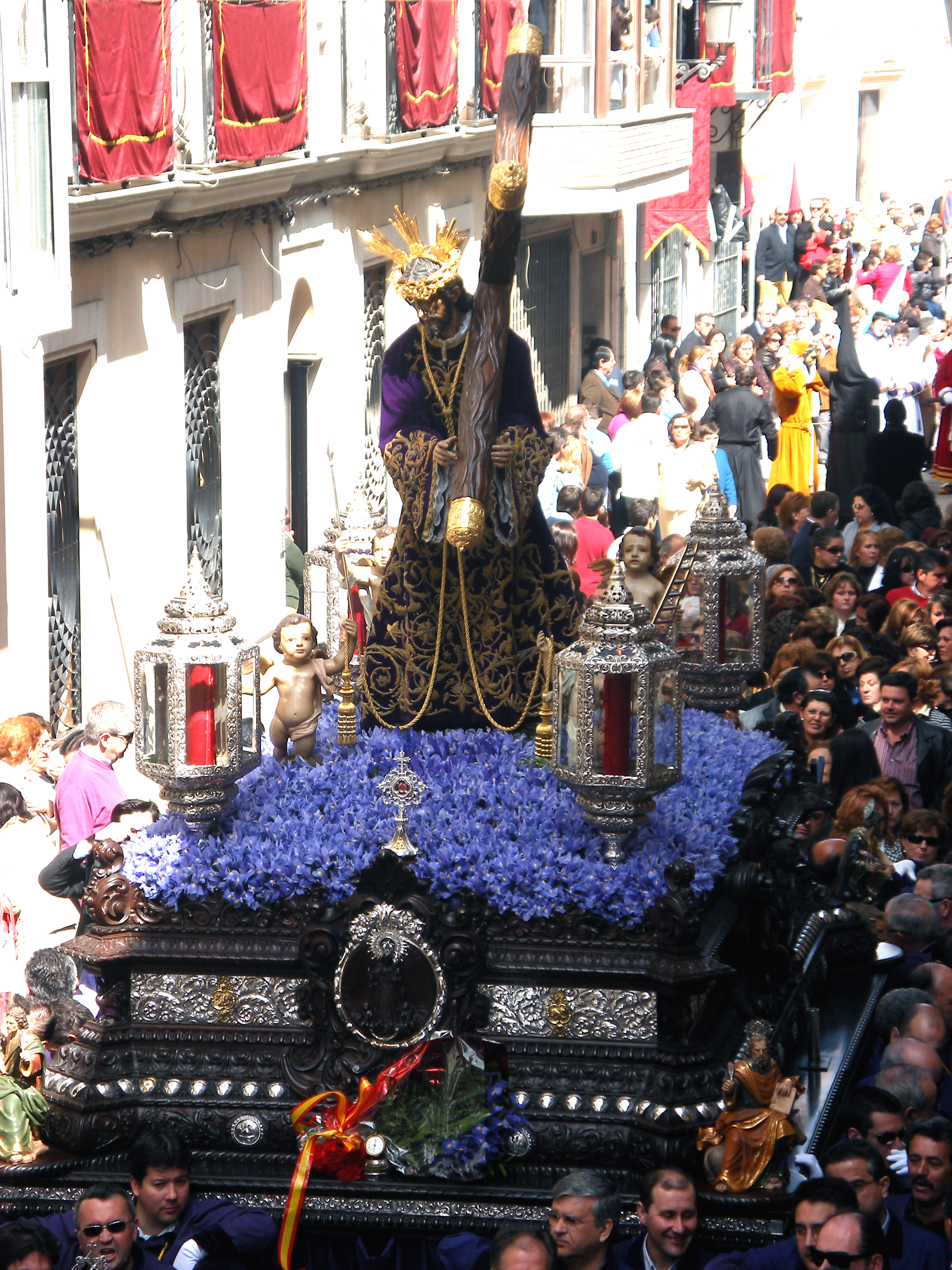
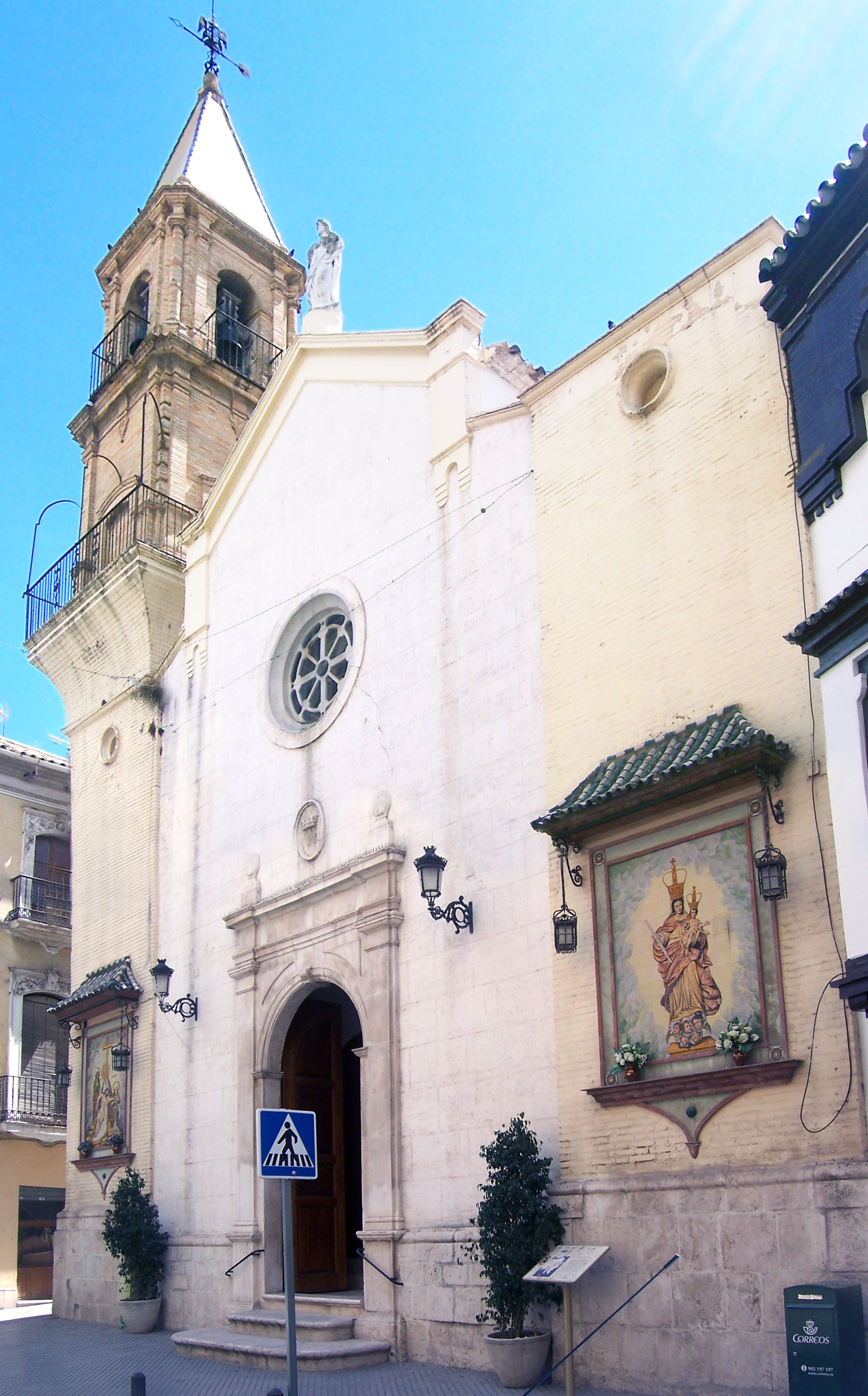
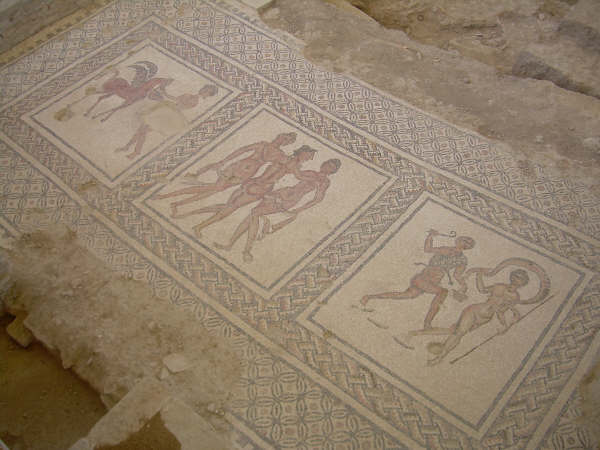
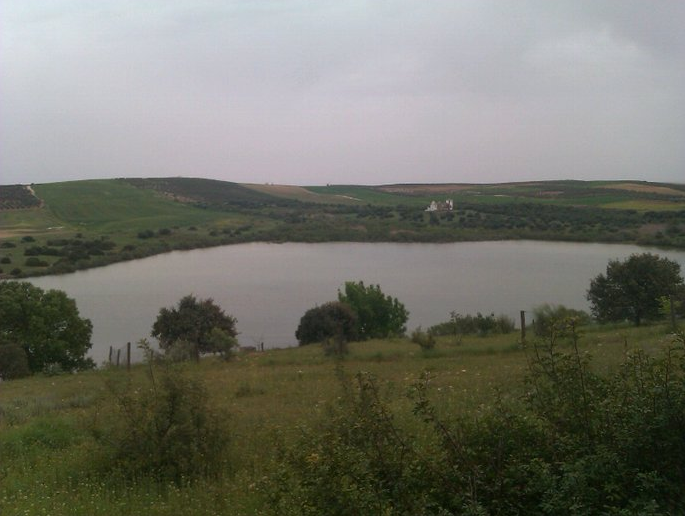

## أعلام
- خوسيه أنطونيو غونزاليس إسترادا
- ماريا لويزا مونيوث
- ألفارو سيخودو
- إدواردو أغيلار